# Handball-Bundesliga (mannen) 2013/14
De Handball-Bundesliga 2013/14 is de 49e seizoen van de hoogste Duitse handbalcompetitie voor mannenteams.
THW Kiel werd kampioen van Duitsland hiermee behaalde de club zijn negentiende landstitel. ThSV Eisenach en TV Emsdetten degradeerde na dit seizoen terug naar de 2. Handball-Bundesliga.

## Teams
| Ploeg                    | Plaats             | Deelstaat           | Trainers                                              | Hal                    |
| ------------------------ | ------------------ | ------------------- | ----------------------------------------------------- | ---------------------- |
| HBW Balingen-Weilstetten | Balingen           | Baden-Württemberg   | Rolf Brack                                            | Sparkassen-Arena       |
| Bergischer HC            | Wuppertal Solingen | Noordrijn-Westfalen | Sebastian Hinze                                       | Uni-Halle Klingenhalle |
| Füchse Berlin            | Berlijn            | Berlijn             | Dagur Sigurðsson                                      | Max-Schmeling-Halle    |
| ThSV Eisenach            | Eisenach           | Thüringen           | Aðalsteinn Eyjólfsson                                 | Werner-Aßmann-Halle    |
| TV Emsdetten             | Emsdetten          | Noordrijn-Westfalen | Gennadij Chalepo                                      | Emshalle               |
| SG Flensburg-Handewitt   | Flensburg          | Sleeswijk-Holstein  | Ljubomir Vranjes                                      | Campushalle            |
| Frisch Auf Göppingen     | Göppingen          | Baden-Württemberg   | Velimir Petkovic                                      | EWS Arena              |
| VfL Gummersbach          | Gummersbach        | Noordrijn-Westfalen | Emir Kurtagic                                         | Eugen-Haas-Halle       |
| TSV Hannover-Burgdorf    | Hannover           | Nedersaksen         | Christopher Nordmeyer                                 | AWD Hall               |
| HSV Hamburg              | Hamburg            | Hamburg             | Martin Schwalb                                        | O2 World Hamburg       |
| THW Kiel                 | Kiel               | Sleeswijk-Holstein  | Alfreð Gíslason                                       | Sparkassen-Arena       |
| TBV Lemgo                | Lemgo              | Noordrijn-Westfalen | Dirk Beuchler                                         | Lipperlandhalle        |
| SC Magdeburg             | Maagdenburg        | Saksen-Anhalt       | Uwe Jungandreas Frank Carstens ontlagen december 2013 | Bördelandhalle         |
| MT Melsungen             | Melsungen          | Hessen              | Michael Roth                                          | Rothenbach-Halle       |
| GWD Minden               | Minden             | Noordrijn-Westfalen | Goran Perkovac                                        | Kreissporthalle        |
| TuS Nettelstedt-Lübbecke | Lübbecke           | Noordrijn-Westfalen | Dirk Beuchler                                         | Kreissporthalle        |
| Rhein-Neckar Löwen       | Mannheim           | Baden-Württemberg   | Guðmundur Guðmundsson                                 | SAP Arena              |
| HSG Wetzlar              | Wetzlar            | Nedersaksen         | Kai Wandschneider                                     | RITTAL Arena           |

## Stand
| Pos | Club                     | Wed | W  | G | V  | Pnt | DV   | DT   | +/−  |
| --- | ------------------------ | --- | -- | - | -- | --- | ---- | ---- | ---- |
| 1   | THW Kiel                 | 34  | 29 | 1 | 4  | 59  | 1114 | 878  | +236 |
| 2   | Rhein-Neckar Löwen       | 34  | 28 | 3 | 3  | 59  | 1126 | 892  | +234 |
| 3   | SG Flensburg-Handewitt   | 34  | 26 | 2 | 6  | 54  | 1021 | 848  | +173 |
| 4   | HSV Hamburg              | 34  | 25 | 3 | 6  | 53  | 1082 | 978  | +104 |
| 5   | Füchse Berlin            | 34  | 22 | 2 | 10 | 46  | 953  | 882  | +71  |
| 6   | MT Melsungen             | 34  | 18 | 4 | 12 | 40  | 994  | 980  | +14  |
| 7   | SC Magdeburg             | 34  | 17 | 5 | 12 | 39  | 995  | 939  | +56  |
| 8   | TSV Hannover-Burgdorf    | 34  | 14 | 4 | 16 | 32  | 918  | 986  | −68  |
| 9   | TBV Lemgo                | 34  | 13 | 5 | 16 | 31  | 1010 | 1060 | −50  |
| 10  | TuS Nettelstedt-Lübbecke | 34  | 13 | 4 | 17 | 30  | 917  | 972  | −55  |
| 11  | HSG Wetzlar              | 34  | 12 | 5 | 17 | 29  | 883  | 902  | −19  |
| 12  | Frisch Auf Göppingen     | 34  | 9  | 8 | 17 | 26  | 972  | 989  | −17  |
| 13  | VfL Gummersbach          | 34  | 11 | 4 | 19 | 26  | 902  | 969  | −67  |
| 14  | GWD Minden               | 34  | 9  | 6 | 19 | 24  | 905  | 976  | −71  |
| 15  | Bergischer HC            | 34  | 9  | 4 | 21 | 22  | 934  | 1010 | −70  |
| 16  | HBW Balingen-Weilstetten | 34  | 5  | 9 | 20 | 19  | 905  | 980  | −75  |
| 17  | ThSV Eisenach            | 34  | 6  | 1 | 27 | 13  | 841  | 1028 | −187 |
| 18  | TV Emsdetten             | 34  | 4  | 2 | 28 | 10  | 869  | 1072 | −203 |

| Kleur | Kwalificatie voor                                                    |
| ----- | -------------------------------------------------------------------- |
| 0     | Landskampioen van Duitsland, gekwalificeerd voor de Champions League |
| 0     | Gekwalificeerd voor de Champions League                              |
| 0     | Gekwalificeerd voor de EHF Cup                                       |
| 0     | Degradeert naar de 2. Handball-Bundesliga                            |

## Uitslagen
|             | FAG   | BER   | BRG   | EIS   | EMS   | GWD   | HBW   | HSG   | HSV   | MTM   | RNL   | SCM   | SGF   | TBV   | THW   | TSV   | TUS   | VFL   |
| ----------- | ----- | ----- | ----- | ----- | ----- | ----- | ----- | ----- | ----- | ----- | ----- | ----- | ----- | ----- | ----- | ----- | ----- | ----- |
| Göppingen   |       | 24–26 | 29–29 | 25–16 | 41–31 | 32–28 | 25–25 | 24–24 | 32–34 | 29–26 | 23–23 | 29–31 | 28–28 | 32–33 | 31–35 | 28–32 | 23–23 | 30–31 |
| Berlin      | 28–23 |       | 22–25 | 34–20 | 34–19 | 32–25 | 30–29 | 27–23 | 32–33 | 24–22 | 21–21 | 27–24 | 20–31 | 26–22 | 29–33 | 26–21 | 25–23 | 27–22 |
| Bergischer  | 28–30 | 25–36 |       | 34–26 | 33–27 | 20–24 | 29–29 | 27–28 | 34–27 | 30–31 | 26–34 | 31–27 | 28–30 | 34–34 | 25–31 | 25–26 | 25–29 | 27–34 |
| Eisenach    | 25–23 | 23–22 | 33–26 |       | 26–28 | 28–26 | 29–24 | 27–28 | 32–39 | 27–31 | 19–42 | 20–26 | 23–31 | 32–32 | 23–29 | 28–29 | 29–32 | 26–30 |
| Emsdetten   | 27–32 | 22–28 | 22–34 | 24–25 |       | 24–23 | 25–25 | 25–25 | 31–37 | 27–34 | 32–44 | 25–36 | 22–29 | 23–33 | 25–40 | 28–31 | 27–23 | 25–27 |
| Minden      | 31–28 | 30–28 | 29–29 | 25–23 | 34–27 |       | 30–28 | 26–24 | 28–34 | 28–28 | 24–24 | 20–30 | 18–23 | 31–31 | 22–32 | 29–25 | 28–29 | 27–24 |
| Balingen    | 31–32 | 25–33 | 27–29 | 29–22 | 32–21 | 26–26 |       | 18–31 | 29–34 | 28–28 | 21–30 | 26–26 | 24–32 | 29–29 | 25–28 | 28–27 | 31–26 | 25–25 |
| Wetzlar     | 27–27 | 24–25 | 24–25 | 28–23 | 24–19 | 23–26 | 30–28 |       | 23–26 | 25–30 | 27–37 | 28–24 | 25–29 | 26–28 | 24–35 | 30–27 | 31–21 | 31–25 |
| Hamburg     | 31–29 | 39–32 | 29–24 | 27–23 | 30–23 | 35–30 | 26–26 | 35–26 |       | 37–31 | 38–25 | 32–24 | 29–26 | 35–35 | 26–32 | 25–25 | 32–27 | 34–29 |
| Melsungen   | 33–31 | 28–23 | 34–29 | 29–23 | 31–24 | 28–23 | 24–22 | 24–32 | 33–35 |       | 27–30 | 31–31 | 25–30 | 33–32 | 30–29 | 32–26 | 28–28 | 30–32 |
| Löwen       | 42–31 | 31–27 | 35–28 | 30–27 | 39–24 | 33–29 | 37–30 | 34–23 | 32–31 | 41–28 |       | 32–26 | 29–22 | 35–27 | 29–26 | 37–19 | 37–24 | 36–22 |
| Magdeburg   | 31–34 | 23–25 | 31–20 | 35–20 | 30–24 | 38–31 | 27–28 | 33–25 | 19–29 | 31–31 | 29–27 |       | 33–34 | 34–31 | 32–25 | 30–26 | 35–23 | 25–25 |
| Flensburg   | 25–24 | 26–26 | 34–15 | 43–24 | 33–26 | 35–28 | 30–22 | 23–19 | 31–29 | 35–23 | 23–27 | 38–28 |       | 39–26 | 34–30 | 27–22 | 31–20 | 35–23 |
| Lemgo       | 32–34 | 26–33 | 29–27 | 40–22 | 38–29 | 29–25 | 33–27 | 27–24 | 27–35 | 33–38 | 24–35 | 26–29 | 30–34 |       | 24–46 | 29–27 | 31–32 | 28–27 |
| Kiel        | 31–20 | 37–23 | 33–24 | 30–21 | 35–28 | 34–25 | 35–24 | 26–25 | 35–24 | 32–29 | 31–28 | 27–27 | 33–25 | 38–25 |       | 37–20 | 37–30 | 31–30 |
| Hannover    | 30–29 | 33–35 | 29–28 | 33–24 | 28–27 | 27–27 | 33–30 | 25–24 | 26–34 | 28–34 | 26–38 | 27–25 | 27–26 | 33–26 | 24–30 |       | 24–29 | 30–30 |
| Lübbecke    | 27–27 | 28–29 | 38–30 | 24–21 | 27–35 | 30–29 | 26–30 | 34–29 | 28–34 | 32–22 | 23–22 | 24–30 | 25–29 | 24–25 | 21–35 | 28–28 |       | 23–22 |
| Gummersbach | 26–22 | 21–35 | 25–30 | 30–24 | 27–23 | 33–25 | 25–24 | 20–20 | 25–31 | 25–30 | 35–40 | 22–23 | 24–32 | 33–32 | 24–29 | 21–25 | 26–33 |       |